# Madame Yevonde
Madame Yevonde, nata Yevonde Philone Cumbers (Streatham, 5 gennaio 1893 – Londra, 22 dicembre 1975) è stata una fotografa britannica, considerata pioniera nel ritratto a colori in fotografia.

## Biografia
La sua educazione e quella della sorella minore, Verena, furono agiate, dopo il loro trasferimento nel 1899 a Bromley. Istruzione che però fu discontinua ed irregolare: dapprima impartita da governanti, poi dalla scuola locale, quindi in un collegio progressista, per transitare dopo all'estero in Belgio e a Parigi in una scuola internazionale. Nel 1910 Yevonde abbandonò la scuola per aderire al movimento delle suffragette ed abbracciare le idee della scrittrice, filosofa e femminista ante-litteram Mary Wollstonecraft. Tale adesione fu soprattutto ideale, probabilmente il motivo risiedette in un personale rifiuto a violare la legge da parte delle suffragette, ma anche la paura della pena detentiva che quasi certamente ne sarebbe seguita, che l'ha portata a sostenere l'emancipazione femminile attraverso strade diverse. Infatti, nella sua autobiografia, In Camera (1940), ella ricorda di aver pensato quando aveva 17 anni: "Devo guadagnarmi da vivere... Essere indipendente era la cosa più importante della vita".
In realtà, oltre all'impegno politico, fu attratta da un annuncio sul periodico "The Suffragette" in cui si cercava un apprendista, pubblicato dalla fotografa Lena Connell. In quel primo decennio del Novecento il ritratto fotografico era un grande affare e Lena, Alice Hughes, Rita Martin, Olive Edis furono solo alcune delle donne che avevano aperto degli atelier fotografici. Yevonde fu presa come assistente per un triennio in quello di Lallie Charles, uno di quelli più alla moda. Sebbene abbia scattato una sola foto nel periodo di apprendistato, imparò a stampare, il ritocco, a far sembrare più giovani le persone ritratte. Nel 1914, a 21 anni, come regalo di compleanno, il padre le dette 250 sterline perché potesse aprire uno studio tutto suo. Per farsi conoscere, specialmente dalla clientela che conta, offriva ritratti gratuiti ed iniziò così la parabola di "Madame Yevonde", come ormai si faceva chiamare.
Nel 1920 sposò il giornalista e drammaturgo Edward Middleton. Fin da subito si rivelò un matrimonio difficile. Già nel corso della luna di miele lui le disse che non voleva figli. S'impuntò nel voler vivere in un minuscolo appartamento dove un lavandino serviva per ogni uso. Edward, al rientro a casa alla sera, si metteva a scrivere le sue opere per il teatro e non degnava di attenzioni sua moglie. Non credeva minimamente all'emancipazione femminile ed era critico nei confronti del matrimonio. Ciononostante, Yevonde restò con lui fino alla sua morte avvenuta per cancro nell'aprile 1939.
Fu la prima donna a prendere la parola al Congresso annuale della Royal Photographic Society nel 1921, parlando a proposito del ruolo della donna nella fotografia e fu in quegli spazi che espose i propri lavori alla mostra annuale. Negli anni Venti l'ambiente londinese si era ormai affollato di atelier fotografici di ogni tipo e la concorrenza stava diventando spietata. Yevonde, oltre a padroneggiare sul piano tecnico la materia, abbinava un marchio ben riconoscibile insieme a delle conoscenze convenienti. Infatti, fu lei ad essere invitata a fotografare il fidanzamento di Lord Mountbatten con Edwina Ashley nel 1922.
Grazie al marito, entrò in contatto col mondo del teatro e del cinema e ciò le permise di eseguire ritratti di personaggi e firme prestigiose e molto in voga per l'epoca ed cominciò a fare lavori anche per la pubblicità. Ma la vera rivoluzione per Madame Yevonde avrà luogo all'alba degli anni Trenta con la scoperta della fotografia a colori, un nuovo processo inventato dal chimico Douglas Arthur Spencer (1901-1979), consistente in tre lastre negative, una per ogni colore complementare, ciano, magenta e giallo, principio ideato nel 1928, il quale creò l'azienda Colour Photography Ltd, attiva fino al 1939. A questo nuovo processo creativo fu dato il nome di Vivex. La nuova tecnica, oltre alle tre lastre, richiedeva ottanta passaggi e dodici ore per essere completata. Inoltre la sfida consisteva nel mettere perfettamente a registro le tre lastre per ottenere quella finale.
Le fotografie a colori erano molto più costose. Yevonde si intestardì per molto tempo allo scopo di riuscire a dare un tono alla pelle che fosse quello "giusto", così come anche lo sfondo avrebbe dovuto essere coordinato con la persona ritratta. Il trucco, i vestiti e gli oggetti che comparivano nell'immagine dovevano avere un tono compatibile sul piano del colore con quello reale. Nel corso del processo di sviluppo fu possibile apportare soltanto lievi modifiche, perciò anche un rossetto di un colore o di un tono errato avrebbe reso la foto sbagliata, gettando al vento molti soldi. Per ben due anni ha impostato la sua ricerca sul colore, richiedendo all'azienda di Spencer la realizzazione di una macchina fotografica speciale che rendesse possibile esporre contemporaneamente tutte e tre le lastre e chiedendo inoltre una serie di accorgimenti nella preparazione dei prodotti di sviluppo e delle lastre stesse. La macchina fotografica così realizzata pesava ben sei chilogrammi. Nel giugno 1932 espose la prima mostra di fotografie a colori, assieme ad altre in bianconero presso la Albany Gallery di Londra. In mostra espose 70 fotografie ricevendo una brillante recensione sul British Journal of Photography: questa fu la prima mostra di fotografia a colori in Gran Bretagna.
In quell'epoca, negli anni Trenta, molti fotografi avevano una visione che non concepiva l'idea del colore in fotografia, poiché lo consideravano solo un veicolo per la pubblicità. Del resto basti pensare alla lezione del Bauhaus e alle frontiere su cui si stavamo muovendo i fotografi statunitensi per rendersi conto di come il colore non fosse ancora nei loro pensieri. Il fotografo William Eggleston ha affermato che Henri Cartier-Bresson una volta gli disse in modo sprezzante che "il colore è una stronzata".
Yevonde era ormai diventata una fotografa molto richiesta sia dai membri dell'alta società londinese, tra cui il Duca e la Duchessa di Kent, che volevano dei ritratti diversi da quelli tradizionali, che per lavori pubblicitari di importanti aziende come Christie's e Daimler-Benz. Inoltre nel 1936 le fu commissionato dalla rivista Fortune di fotografare la Queen Mary nel suo viaggio inaugurale. Fu in questo periodo che prese avvio quello che è considerato il suo più alto contributo fotografico: Goddesses (Dee), cioè immagini a colori in cui le donne dell'élite londinese compaiono nelle vesti di personaggi mitologici tra cui Medusa, Europa, Daphne e Venere. Per realizzare queste ventitre immagini, gli assistenti della fotografa sono stati sguinzagliati per tutta la città alla ricerca dei costumi e oggetti di scena tra cui perle finte, serpenti di plastica, gufi impagliati e perfino una testa di toro. Si può affermare che il surrealismo di Man Ray stava influenzando le sue scene. Incoraggiata dai commenti positivi raccolti e dalla rivista Fortune, mise insieme un portfolio e andò a New York a bordo della Queen Mary. Nel 1937 fu una delle uniche due donne presenti nella sezione colore alla mostra allestita al Museum of Modern Art. Le fotografie delle Dee sono state definite "tableaux vivants".
Nel 1939, pochi mesi dopo la morte del marito, a causa dell'imminente guerra, la ditta produttrice del Vivex chiuse i battenti e lei dovette trasferirsi dapprima in campagna a causa dei bombardamenti nazisti su Londra ed in seguito a riprendere l'arrività in bianconero. Dopo la guerra provò a sperimentare la solarizzazione, cercando nuove soluzioni poiché il ritratto non era più di moda. Nel 1964 le fu chiesto di andare a fotografere in Etiopia. Tra le varie personalità che sono passate davanti al suo obiettivo ricordiamo: Adele Astaire, Cecil Beaton, Donald Campbell, Barbara Cartland, Harriet Cohen, Noël Coward, John Gielgud, Constant Lambert, Gertrude Lawrence, Vivien Leigh, William Somerset Maugham, Yehudi Menuhin, A. A. Milne, Diana Mitford, Alice, duchessa di Gloucester, Iris Murdoch, Paul Robeson, Haile Selassie, George Bernard Shaw, Alison Uttley, Evelyn Waugh, Rebecca West.
Il patrimonio fotografico di Madame Yevonde è conservato presso la National Portrait Gallery di Londra.